# 양봉 (삼국지)
양봉(楊奉, ? ~ 197년)은 중국 후한 말의 장군이다. 백파적 출신임에도 거기장군까지 올랐다. 장안을 나와 동쪽으로 가는 헌제를 호위하여 큰 공을 세웠다. 이후 중앙 정치와 거리를 뒀지만 조조의 권력 쟁탈에 밀려 각지를 떠돌다 사망했다.

## 생애

### 혼돈의 장안
본디 백파적(白波賊)이었다가 이각을 섬겼다. 195년(흥평 2년) 2월(음력, 이하 모두 음력), 수도인 장안에서 이각과 곽사 간에 내전이 터졌다. 4월, 곽사의 장병들이 이각의 부하 장포(張苞), 장룡(張龍)과 내통하고 밤중에 습격해왔다. 당시 헌제도 이각의 영에 머물고 있었기에 화살이 그 가까이까지 날아다니고 이각의 귀도 관통하였다. 양봉이 이들과 싸워 물리쳤다. 6월, 계속된 내전으로 만여 명이 죽어나갔다. 양봉이 황문시랑(黃門侍郞) 종요, 상서랑(尙書郞) 한빈(韓斌), 이각의 군리 송과(宋果) 등과 함께 이각을 죽이려고 모의하다가 들통나 이각으로부터 떨어져나왔다. 쇠약해진 이각은 장제의 중재에 따라 곽사와 화해하고 헌제를 홍농군으로 옮기는 데에 동의하였다.

### 황제 근위
7월, 곽사가 거기장군에, 양정이 후장군에, 양봉이 흥의장군(興義將軍)에, 동승이 안집장군(安集―)에 임명되어 헌제를 호위하였다. 장제는 표기장군이 되어 먼저 섬현(陝縣)으로 돌아갔다. 8월, 경조윤 신풍현(新豊縣)을 지나는데 곽사가 헌제를 우부풍 미현(郿縣)으로 빼돌리려했다. 양정, 동승과 함께 이를 저지하니 곽사가 신변에 위험을 느끼고 대열에서 이탈하였다. 10월, 곽사의 부하 오습, 하육(夏育), 고석(高碩)이 불을 지르며 다시 헌제를 데려가려 하는 것도 격파하고 홍농군 화음현(華陰縣)에 이르렀다.
그곳에 주둔하던 영집장군(寧輯―) 단외가 여러 물품을 제공하며 헌제를 자신의 영으로 맞이하려 하였다. 다만 단외는 양정과의 사이가 좋지 않았던 탓에 혹시 변고가 생길지 몰라 말에서 내리지 않고 읍했는데, 양정과 친했던 시중(侍中) 충집이 이를 빌미로 ‘단외가 역심을 품었다’고 모함하였다. 태위 양표, 사도 조온, 시중 유애(劉艾), 상서(尙書) 양소(梁紹) 등이 죽어도 그럴 리 없다는데도 동승과 양정까지 ‘곽사군이 단외의 진영에 들어갔다’고 거짓말하는 바람에 헌제는 노숙을 하였다. 양정, 양봉, 동승은 십여 일간 단외를 공격하였다. 그런데도 단외는 헌제에 대한 지원을 지속했을 정도로 다른 뜻이 없었다. 결국 공격을 거두었다. 한편 헌제를 보내준 것을 후회하던 이각과 곽사는 단외를 구한다는 구실로 추격을 개시하였다.

### 필사의 탈출
11월, 양봉과 동승은 형주로 달아난 양정과는 달리 그대로 홍농현에 도착했으며, 장제의 서로 인질을 교환하고 헌제를 홍농현에 두자는 제안도 뿌리치고 더 동쪽으로 향하였다. 이에 장제도 이각, 곽사와 손잡고 헌제 일행을 습격하였다. 수없이 많은 자가 죽고, 수없이 많은 치중을 잃는 속에서도 간신히 조양간(曹陽澗)에 닿았다. 급히 하동군에 있던 옛 백파적 이락·한섬·호재, 그리고 남흉노의 거비(去卑)를 불러 이각, 곽사, 장제 3인방에게 대항하였다. 수천 명을 참수하기도 하는 등 이각 등을 잠시 밀어내기도 하였으나 격전 끝에 거의 다 죽고 섣달에는 섬현까지 내몰렸다.
호분(虎賁)과 우림(羽林)은 채 백 명도 남지 않았다. 어쩔 수 없이 십여 장(丈) 높이의 강안 절벽을 내려가더라도 야음을 틈타 황하를 건너기로 하였다. 혹자는 기어 내려오다가 혹자는 뛰어내리다가 죽거나 다쳤으며, 가까스로 내려온 자들은 저마다 배에 오르려 발버둥 쳤다. 동승과 이락이 매달린 손가락들을 내리쳐서야 배가 겨우 나아갈 수 있었다. 잘린 손가락들이 나뒹굴고, 동사하거나 익사한 이들도 허다하여 그 참혹함은 이루 형언할 수가 없었다. 비록 수십 인밖에 남지 않았지만 마침내 하동군 대양현(大陽縣)을 거쳐 안읍현(安邑縣)에 당도하였다. 하내태수 장양이 쌀을, 하동태수 왕읍(王邑)이 비단을 공급하였다.

### 권력 다툼과 조조의 접근
196년(건안 원년), 동승과 장양은 환도에 적극적이었던 반면 양봉과 이락은 미온적이었다. 동승은 한섬의 공격을 받고 야왕현(野王縣)의 장양에게로 피신했다. 호재와 양봉이 한섬을 치려다 헌제의 만류에 그만두었다. 5월, 양봉·이락·한섬도 환도에 동의해 길을 나섰다. 동승은 장양의 도움을 받아 미리 낙양의 황궁을 보수하고 있었다. 호재와 이락은 하동군에 남았다.
6월, 의랑(議郞) 동소가 연주목 조조의 명의로 편지를 써 양봉에게 전하였다. ‘저는 장군의 명성을 듣고 진심으로 그 의로움을 사모하였습니다. 장군께선 천자를 환난에서 구해 옛 도읍으로 모셔왔으니 그 보좌한 공은 세상에 필적할 자가 없습니다. 오늘날 흉악한 무리들이 중원을 어지럽히고 사해(四海)가 안녕치 못합니다. 왕조 질서를 청명히 해야 하는데 혼자서는 못할 일입니다. 심장, 배, 두 팔, 두 다리는 서로가 의존하며 하나라도 없으면 흠이 됩니다. 장군은 안쪽에서, 저는 바깥에서 서로를 도와야 합니다. 저는 식량이 있고 장군은 군사가 있으니 상호 있고 없는 것을 융통해[유무상통, 有無相通] 돕기가 충분합니다. 죽으나 사나 고생을 같이합시다.[사생계활, 死生契闊]’ 양봉이 기뻐서 다른 사람들에게 ‘연주의 군대가 가까이 영천군 허현(許縣)에 있으면서 병력도 식량도 넉넉하니 응당 나라가 의지할 바’라며 공동으로 표를 올려 조조가 진동장군(鎭東―), 그리고 그 아버지 조숭의 작위였던 비정후(費亭侯)를 받게 해주었다.
7월, 드디어 헌제가 낙양 땅을 다시 밟았다. 8월, 장양은 큰 공을 세우고도 하내군으로 돌아가 대사마가 되었고, 양봉 역시 하남윤 양현(梁縣)으로 나가 거기장군이 되었다. 위장군 동승과 대장군 겸 사례교위 한섬만이 헌제를 곁에서 보위하였다. 한섬이 자신의 공적을 믿고 멋대로 정사에 관여하므로 동승이 조조를 슬쩍 끌어들였다. 조조는 한섬과 장양을 탄핵하였고 한섬은 주살당할까 두려워 양봉에게로 도피하였다. 헌제는 그간의 공로를 들어 일절 죄를 묻지 않았다.

### 조조의 기만
이때 낙양은 아주 궁핍했다. 궁실은 예전에 불타 없어져 백관이 담벼락에 의지했으며 굶주림도 심해 상서랑(尙書郞) 이하가 직접 돌벼를 채취해왔다. 기어이 아사하거나 병사들에게 살해당하는 이도 있었다. 조조가 양봉에게 말하길, “서울에 양식이 없어 황제를 잠깐 남양군 노양현(魯陽縣)으로 거둥케 하려 합니다. 노양은 허현 근방이라 운송이 쉬워 식량 부족의 근심을 해결할 수 있습니다.”라 하였다. 조조가 자신을 추천해줬던 것에 대한 답례도 후하게 해왔던 터라 양봉은 의심하지 않았다. 조조는 노양 방향의 남쪽이 아닌 환원관(轘轅關)을 지나 허가 있는 동쪽으로 황제를 인도하였다. 뒤늦게 조조의 농간이었음을 깨닫고 한섬과 같이 추격했지만 먼저 다다른 경기병 부대가 양성산(陽城山) 골짜기에서 복병에 당하는 등 놓치고 말았다. 10월, 양봉과 한섬이 영천군 정릉현(定陵縣) 일대를 유린하였다. 조조는 이에 응하지 않고 양봉의 본거지인 양을 바로 찔러 무너뜨렸다. 양봉과 한섬은 양주의 원술에게로 달아났다.

### 밀려난 이후
197년, 원술이 황제를 참칭하였다. 이 무렵 양봉은 공손찬, 원술, 한섬과 나란히 조정으로부터 체포 대상으로 지목되어 현상이 내걸린 상태였다. 원술과 혼담까지 오갈 정도였던 서주의 여포는 진규와 조조의 꼬드김에 넘어가 그 관계를 끊었다. 원술이 노하여 장훈, 교유, 양봉, 한섬으로 하여금 일곱 길에서 수만 명으로 밀고 올라가게 하였다. 여포가 양봉과 한섬에게 서찰을 써 보내기를, ‘두 장군이 어가를 호송하며 동쪽으로 온 것은 나라에 제일가는 공이오. 당연히 역사에 남아 영원토록 사라지지 않을 것이오.[만세불후, 萬世不朽] 원술은 반역하여 토벌받아야 마땅한데 어찌 역적과 한패가 되어 여포를 친단 말이오? 여포 또한 동탁을 주살한 공신이오. 힘을 합해 원술을 격파하고 천하에 공을 세웁시다.’라 하였다. 또 노획한 군수물자도 전부 주겠다기에 내응하기로 하였다. 여포가 진격하여 장훈군과의 거리가 100보쯤 되었을 때 한섬과 양봉도 동시에 장훈군을 타격하였다. 원술군은 궤주하여 살상되거나 물에 빠져 죽은 이가 무수하였다.
양봉과 한섬은 여포와 같이 구강군 수춘현(壽春縣) 방향으로 수륙병진하며 지나는 곳마다 노략하고 종리현(鍾離縣)에서 회수 북쪽으로 회귀하기도 하는 등 서주와 양주 사이를 누비고 다녔다. 그러던 차 양봉은 유비와 회견할 일이 있어 갔다가 붙잡혀 죽었다.

## 평가
동소로부터 용감하지만 생각이 짧아 의심을 하지 않는단 평을 받았다.

## 삼국지연의

### 이각을 벗어나 황제 수호
사서가 아닌 소설 《삼국지연의》에서는 제13회에 황보력을 참수하려던 이각을 말리는 것으로 첫 등장한다. 직위는 기도위이다. 이각의 전횡과 푸대접에 송과와 함께 내부에서 이각을 기습하려 하지만 일이 누설되어 송과는 잡혀 죽고 자신은 패하여 종남산(終南山)으로 도주한다.
장제의 중재로 헌제는 홍농으로 가게 된다. 양봉은 이를 보호하려는 마음을 먹고 천여 명으로 달려간다. 거가가 화음현에 이르러 곽사가 헌제를 도로 데려가기 위해 추격해온 순간 양봉이 도착한다. 휘하의 서황이 곽사의 장수 최용(崔勇)을 고꾸라트리고 양봉은 곽사군을 물리친다. 이튿날, 곽사가 또 다가와 이들을 포위하면서 위기에 빠진 순간 동승이 나타나 구해준다. 이번엔 곽사가 이각과 연합해 몰려온다. 동승과 함께 동간(東澗)에서 죽기를 각오하고 싸우지만 섬북까지 쫓겨 옛 백파적 한섬, 이락, 호재에게 구원을 청한다. 이락은 위양(渭陽)에서 대패하고 호재는 전사한다. 간신히 황하를 건너 안읍현에 도달한다.
동승과 양봉이 헌제를 모시고 낙양으로의 환도에 나선다. 이락은 따르지 않고 남아서는 이각·곽사와 협동해 헌제를 겁략하려 한다. 동승·양봉·한섬이 이를 알고는 속히 기관(箕關)으로 향한다. 이락도 이각·곽사를 기다리지 않고 진군해온다. 제14회, 양봉이 서황을 출마시켜 이락을 쓰러트린다.

### 더 큰 권신은 막지 못하고
헌제가 낙양에 이르러 조조를 불러들이고, 조조는 이각과 곽사를 크게 깨트린다. 양봉과 한섬은 권력을 쥔 조조를 염려해 대량(大梁)으로 나간다. 조조가 허도로의 천도를 행하자 양봉과 한섬이 그 길목을 가로막는다. 허저와 50여 합을 겨뤄도 끄떡 않던 서황은 친구 만총의 권유에 조조에게로 귀순한다. 양봉이 1천 명의 기병으로 이를 추격하는데 조조의 복병에 당한다. 한섬도 합세하지만 패배하여 둘은 원술에게로 도망간다.
제17회, 원술이 20여만 명을 동원해 일곱 길을 따라 여포가 있는 서주로 진공한다. 양봉은 제7로군을 맡아 준산(浚山)으로 전진한다. 한섬은 제6로군이다. 진등은 한나라로 귀환하고 싶어하는 한섬과 양봉의 마음을 이용한다. 한섬은 진등의 설득에 넘어가 내통하고 양봉에게도 전달한다. 서주로 곧장 향하던 장훈의 제1로군을 여포·한섬·양봉이 협공해 무찌른다. 뒤이어 오던 칠로도구응사(七路都救應使) 기령도 쳐부순다.
여포는 한섬을 기도목(沂都牧)으로, 양봉을 낭야목(瑯琊牧)으로 천거하고는 서주에 두려는데 진규의 ‘두 사람이 산동에 웅거하면 1년 내에 산동의 성곽이 몽땅 여포에 속할 것’이란 말에 둘을 기도와 낭야에 있게 한다. 진규의 본심은 둘이 여포에게 협조할 것을 우려했기 때문이다. 둘은 약탈을 벌이다 유비가 마련한 술자리에 유인되어 관우와 장비에게 피살된다. 그 머리는 수춘 전투에 앞서 유비가 조조에게 헌상한다.

## 같이 보기
- 삼국지 인물 목록

## 참고 문헌
- 《후한서》72권 열전 제62 동탁전
- 《후한서》9권 본기 제9 효헌제기